# Râul Gepiu
Râul Gepiu este un curs de apă, afluent al Canalului Colector Criș. Anumite sectoare ale râului sunt cunoscute sub diferite denumiri printre care  Râul Pruniște, Râul Valea Cireșului, Râul Calaboj, Râul Sămăroaga sau Râul Rădăoli.
Pe cursul râului, amonte de localitarea Șauaieu este realizat lacul de acumulare Șauaieu utilizat în special pentru piscicultură.

## Hărți
- Harta munții Apuseni